# میل زیردنده

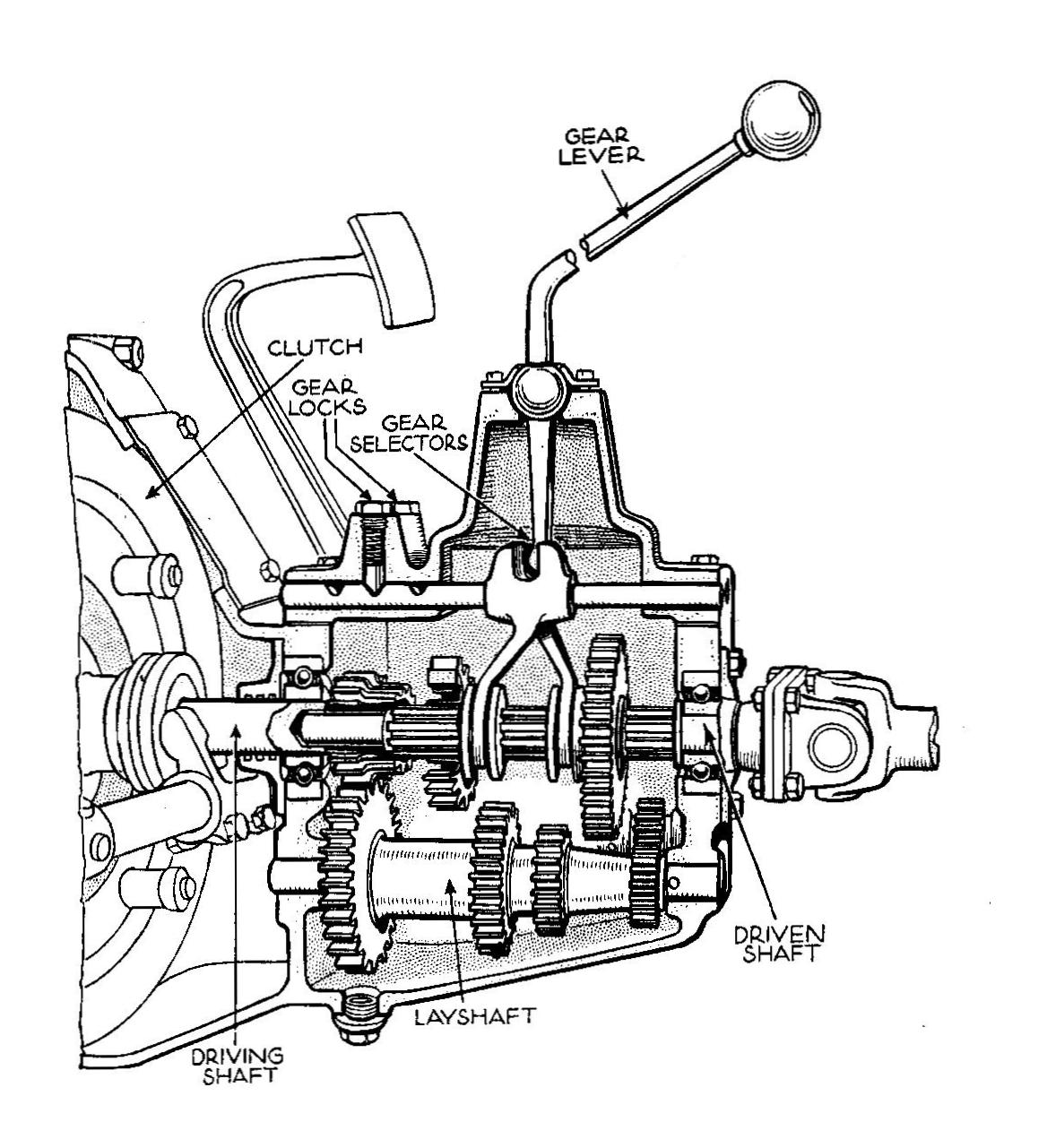
جعبه‌دنده دستی 'crash' سه سرعته، برای یک خودرو در حدود سال ۱۹۳۵

میل زیردنده (انگلیسی: Layshaft) یا به اختصار، زیردنده، یک محور میانی در داخل یک جعبه‌دنده است که چرخ‌دنده‌ها را حمل می‌کند، اما نیروی محرکه اولیه جعبه‌دنده را به داخل یا خارج از جعبه‌دنده منتقل نمی‌کند. میل‌های زیردنده بیشتر به خاطر استفاده‌شان در جعبه‌دنده‌های خودرو شناخته می‌شوند، جایی که آنها بخشی جدایی ناپذیر از طرح دیفرانسیل عقب بودند. با تغییر به سمت دیفرانسیل جلو، استفاده از میل زیردنده‌ها اکنون نادرتر است.
«محور محرک» نیروی ورودی را به جعبه‌دنده منتقل می‌کند. «محور متحرک» محور خروجی از جعبه‌دنده است. در جعبه‌دنده‌های خودرو با میل زیردنده، این دو محور از انتهای مخالف جعبه‌دنده بیرون می‌آیند که برای خودروهای RWD (دیفرانسیل عقب) مناسب است اما ممکن است برای سایر طرح‌بندی‌ها یک نقطه ضعف باشد.
برای جعبه‌دنده‌ها به‌طور کلی، دسته‌های چرخ‌دنده که روی یک میل زیردنده نصب می‌شوند، یا می‌توانند آزادانه روی یک محور ثابت بچرخند یا ممکن است بخشی از یک محور باشند که سپس در یاتاقان‌ها می‌چرخد. ممکن است چندین دسته جداگانه روی یک شفت مشترک وجود داشته باشد و به این دسته‌ها اجازه داده می‌شود که آزادانه نسبت به یکدیگر بچرخند.

## خاستگاه
اصطلاح "layshaft" یا میل زیردنده از ماشین‌آلات آسیاب آبی سرچشمه می‌گیرد. layshaft (میل زیردنده) محوری است که چرخ‌دنده‌ها را حمل می‌کند و "wallower" (چرخ دنده کوچک خار که با سرعت افزایش یافته توسط چرخ آبی به حرکت در می‌آید) را به هر "محور عمودی" که حامل سنگ آسیاب است، متصل می‌کند. اصطلاح "layshaft" همچنین توسط سازندگان آسیاب، هم در آسیاب بادی و هم در آسیاب‌های آبی، برای اشاره به محوری که ماشین‌آلات ثانویه مانند بالابر گونی را به حرکت درمی‌آورد، به جای ماشین آلات اصلی آسیاب، استفاده می‌شد.
اصطلاح layshaft برای دستگاه تراش فلزهایی که دنده عقب داشتند نیز به کار می‌رفت. این تراش‌ها علاوه بر تسمه محرک معمولی خود، دارای یک سازوکار سرعت پایین بودند. این از دو چرخ دنده روی یک میل زیردنده در پشت سردستگاه (headstock) استفاده می‌کرد و یک چرخ دنده کاهش مضاعف ارائه می‌داد.

## جعبه‌دنده‌های دستی خودرو
در جعبه‌دنده دستی معمولی یک خودروی محور عقب، محور محرک (ورودی) با محور متحرک (خروجی) در یک راستا قرار دارد، اما به‌طور دائم به آن متصل نیست. یک دنباله چرخ‌دنده روی محور محرک، میل زیردنده را می‌چرخاند. در سیستم‌های انتقال خودرو، از اصطلاح «میل هرزگرد» نیز استفاده می‌شود. سپس تعدادی چرخ‌دنده روی میل زیردنده می‌توانند یکی یکی به محور متحرک متصل شوند. انتخاب هر یک از این چرخ‌دنده‌ها به نوبه خود دنباله چرخ‌دنده‌های مختلف جعبه‌دنده را به دست می‌دهد. همه این نسبت‌های دنده، دنده‌های کاهنده هستند، سرعت موتور بیشتر از سرعت ورودی به محور فعال دیفرانسیل است.
جعبه‌دنده‌های اولیه از چرخ‌دنده‌های کشویی برای درگیر شدن و خارج شدن از درایو استفاده می‌کردند. کار با آنها دشوار بود و همچنین سطوح کاری اصلی چرخ‌دنده‌ها را فرسوده می‌کرد. یک بهبود اولیه استفاده از کلاچ سگی جداگانه به جای درگیر کردن چرخ‌دنده‌ها بود و چرخ‌دنده‌ها را در حالت «خلاص» نگه می‌داشت. پیشرفت بعدی و تدریجی‌تر، معرفی جعبه‌دنده دستی بود. این یک کلاچ اصطکاکی تمام فلزی علاوه بر کلاچ سگی مثبت است که به تدریج چرخ‌دنده‌ها را درگیر می‌کند و سرعت آنها را قبل از درگیر شدن کلاچ سگی مطابقت می‌دهد.
دنده برتر جعبه‌دنده بدون این چرخ‌دنده‌ها به دست می‌آید، اما با اتصال مستقیم محور متحرک به محور محرک از طریق یک کلاچ سگی دیگر. این یک دنده برتر «محرک مستقیم» را ارائه می‌دهد که هم برای کارایی و هم برای سکوت در سرعت کروز مزایایی دارد. یک جعبه‌دنده معمولی در هر مجموعه دنده ۲ درصد تلفات داشت، بنابراین ۴ درصد برای محدوده‌های میانی از طریق دو دنده آنها، اما نزدیک به ۰ درصد برای دنده بالای مستقیم. از آنجایی که دنده بالای مستقیم گشتاور را از طریق چرخ‌دنده‌ها منتقل نمی‌کند، بی‌صداتر نیز هست.
از نظر تئوری، می‌توان یک دنده برتر اوردرایو، یک دنده غیرمستقیم دیگر، اما با نسبت سرعت افزایش به جای نسبت کاهش سایر دنده‌ها، ارائه کرد. نسبت درایو مستقیم سپس به دنده دوم یا سوم تبدیل می‌شود. این چیدمان در برخی از خودروهای اولیه استفاده می‌شد، اما غیرمعمول بود. در جایی که اوردرایو برای یک خودروی RWD ارائه می‌شود، این کار تقریباً همیشه با اضافه کردن یک جعبه‌دنده اوردرایو جداگانه به شافت خروجی جعبه‌دنده، معمولاً در خارج از محفظه دنده، انجام می‌شود.
به دلیل چیدمان جعبه‌دنده، میل زیردنده معمولاً در پایین محفظه جعبه‌دنده در زیر محورهای دیگر نصب می‌شود. دسته‌دنده از بالای محفظه وارد می‌شود و بنابراین راحت‌تر است که اجزای کشویی کلاچ‌های سگی بر روی محور متحرک، نه میل زیردنده، نصب شوند؛ بنابراین، دسته چرخ‌دنده میل زیردنده اغلب یک جزء ساده یک تکه است که معمولاً چرخ‌دنده‌های چدنی در یاتاقان‌ها روی یک محور فولادی ثابت کار می‌کنند. یاتاقان‌ها ممکن است بوش‌های ساده برنزی فسفر یا برای کاربردهای با بار بالا، غلتک‌های سوزنی باشند.
در مواردی که تعداد زیادی از نسبت دنده، شش یا بیشتر، باید ارائه شود، به سه یا چند دسته چرخ‌دنده روی میل زیردنده نیاز است.  برای حفظ نسبت‌های کلی جعبه‌دنده به عنوان فشرده‌تر، به جای اینکه بلند و نازک شود، این جعبه‌دنده‌ها ممکن است از میل زیردنده‌های دوقلو استفاده کنند. این کار به یک چرخ‌دنده محرک اضافی برای هر میل زیردنده نیاز دارد، اما سازوکار در غیر این صورت بسیار مشابه است. استفاده از چندین میل زیردنده نیز به جعبه‌دنده چند کلاچه تبدیل شد، که برای برخی از اتوبوس‌ها استفاده می‌شود، که در آن هر نسبت دارای زیردنده و صفحه یا کلاچ‌های هیدرولیکی جداگانه است، به جای کلاچ‌های سگی، برای انتخاب بین آنها استفاده می‌شود.
در جایی که به یک محور توان‌دهی نیاز است، معمولاً برای وسایل نقلیه صنعتی برای به حرکت درآوردن وینچ، پمپ هیدرولیک و غیره، این اغلب از یک سر میل زیردنده به حرکت در می‌آید، زیرا این محور در دسترس‌تر از محورهای اصلی است که قبلاً توسط سیستم انتقال قدرت استفاده می‌شد.

### جعبه‌دنده‌های «تمام غیرمستقیم»

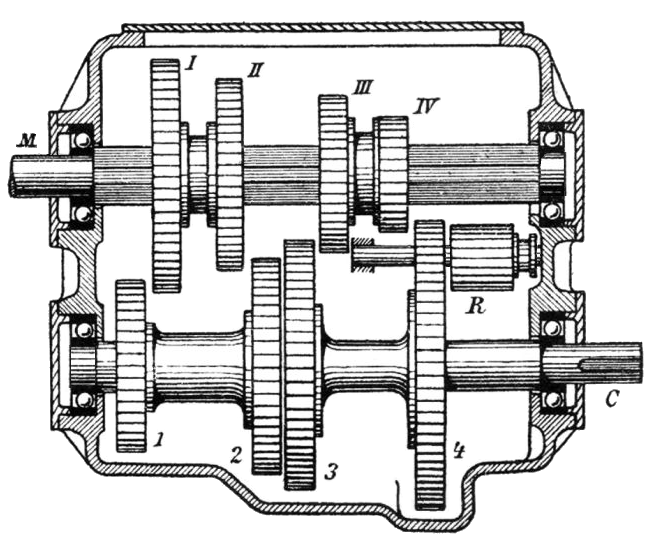
جعبه‌دنده اولیه تمام غیرمستقیم، قبل از ۱۹۱۱

برخی از جعبه‌دنده‌ها از میل زیردنده استفاده نمی‌کنند، بلکه در تمام طول به چرخ‌دنده‌های غیرمستقیم متکی هستند.
جعبه‌دنده‌های تمام غیرمستقیم برای برخی از خودروهای اولیه، قبل از اینکه مزایای دنده بالای مستقیم شناخته شود، استفاده می‌شد. آنها حاوی کلاچ سگی نیستند؛ در آن زمان، تعویض دنده هنوز با کشیدن چرخ‌دنده‌ها به داخل و خارج از مش انجام می‌شد. هنگامی که کلاچ سگی مورد استفاده قرار گرفت، مزیت بیشتر دنده بالای مستقیم بلافاصله شناخته شد.

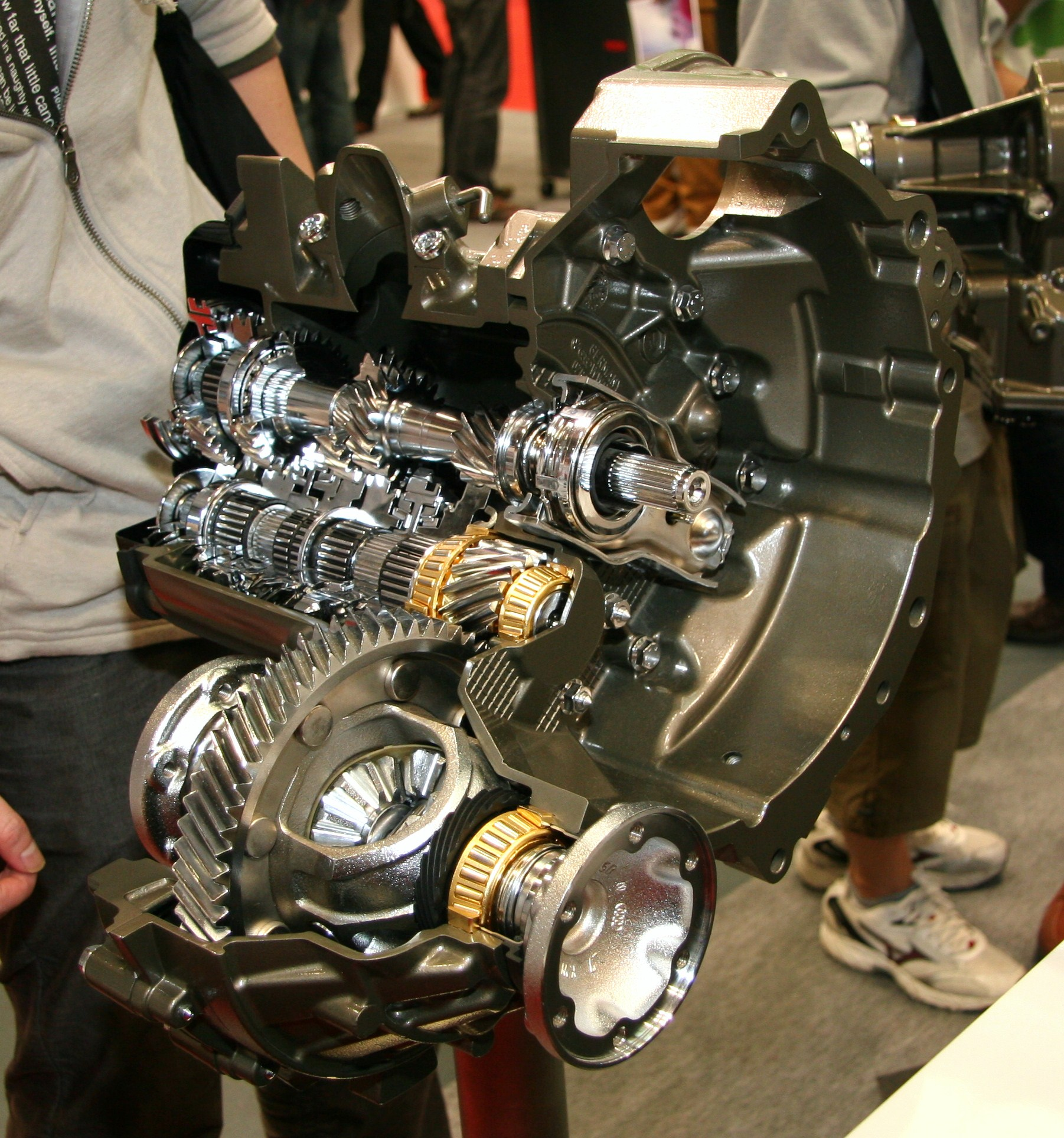
جعبه‌دنده دستی FWD تمام غیرمستقیم، با درایو نهایی گرفته شده از شافت دوم

با محبوبیت خودروی محور جلو از دهه ۱۹۶۰، جعبه‌دنده تمام غیرمستقیم رایج شده است. اینها هم برای خودروهای خودروهای موتور جلو-محور جلو استفاده شده‌اند، جایی که برون‌محوری (آفست) دو شافت راحت‌تر از چیدمان درون خطی یک جعبه‌دنده میل زیردنده است، و هم برای طرح‌های طولی ترانس‌اکسل، مانند فولکس‌واگن بیتل یا بسیاری از رنو‌ها،  که نیاز به داشتن هر دو محور محرک و متحرک در یک انتهای جعبه‌دنده بود.
اگرچه از دست دادن نسبت بالای درایو مستقیم، توانایی تلفات ۰٪ در هنگام حرکت را از بین می‌برد، اما این با کاهش تلفات در نسبت‌های دیگر از ۴٪ به ۲٪ جبران می‌شود.  صدا نیز با متالورژی مدرن و برش چرخ دنده کاهش می‌یابد، که چرخ‌دنده‌های بی‌صداتر و کارآمدتری را ارائه می‌دهد.
از آنجایی که بازده جعبه‌دنده برای همه نسبت‌های یک جعبه‌دنده تمام غیرمستقیم ثابت می‌ماند، اکنون راحت است که دنده‌های بالایی اوردرایو را ارائه دهیم، حتی زمانی که این دنده‌ها دیگر درایو مستقیم یا نسبت ۱:۱ نیستند. یکی از اولین خودروهای بازار انبوه که چنین ویژگی‌ای را ارائه کرد، فولکس واگن پولو و Formel E با برچسب «-E» برای نسبت اوردرایو «اقتصادی» بود.